# Schronisko na Przełęczy Puchaczówka
Schronisko na Przełęczy Puchaczówka (Puhu-Baude) – nieistniejące obecnie schronisko turystyczne, położone na Przełęczy Puchaczówka w Masywie Śnieżnika na wysokości 900 m n.p.m.
Obiekt mieścił się w budynku zbudowanej z początkiem XIX wieku gospody. Na początku XX wieku został on przebudowany na schronisko, dysponujące 28 miejscami noclegowymi. Było to miejsce bardzo popularne z uwagi na dostępność prowadzącymi na przełęcz drogami.
Okres II wojny światowej schronisko przetrwało nienaruszone. W 1947 roku zostało przejęte przez Polskie Towarzystwo Tatrzańskie i nazwane Puchociówką. Nie doszło jednak do uruchomienia go dla turystów ze względu na wydany przez lokalne władze nakaz rozbiórki budynku. Uzyskane materiały zostały użyte do budowy koszar dla owiec na potrzeby jednego z PGR-ów.

## Piesze szlaki turystyczne
Przełęcz stanowi węzeł następujących szlaków turystycznych:
- z Lądka-Zdroju na Śnieżnik,
- ze Stronia Śląskiego na Igliczną i do sanktuarium Maria Śnieżna,
- do Żelazna przez Skowronią Górę i Marcinków,
- do Międzygórza.